# El mismo amor, la misma lluvia
El mismo amor, la misma lluvia è un film del 1999 diretto da Juan José Campanella.